# Condylostylus pulchripennis
Condylostylus pulchripennis är en tvåvingeart som beskrevs av Octave Parent 1929. Condylostylus pulchripennis ingår i släktet Condylostylus och familjen styltflugor. Inga underarter finns listade i Catalogue of Life.